# Скорпіоновець
Скорпіоновець (Scorpidium) — рід мохів родини тупокришникових (Amblystegiaceae).
Рід має майже космополітичне поширення.
Види:
- Scorpidium cossonii (Schimp.) Hedenäs
- Scorpidium revolvens Rubers
- Scorpidium scorpioides (Hedw.) Limpr.